# Henryk Błażej
Henryk Błażej (* 2. September 1952 in Biskupice Radłowskie) ist ein polnischer Flötist.

## Leben
Błażej studierte an der Musikakademie Krakau bei Professor Wacław Chudziak.
Er besuchte die Meisterklasse von Jean-Pierre Rampal und von James Galway.
1976 schloss er sein Studium mit Auszeichnung ab.
Schon während seines Studiums gewann er den 1. Preis beim nationalen polnischen Flötenwettbewerb.
Er wurde Mitglied der Capella cracoviensis.
Für seine Leistungen gewährte ihm das Ministerium für Kultur und nationales Erbe in Warschau ein Stipendium.
Błażej spielte auf Konzerten in Krakau, Posen, Katowice, Warschau und Breslau.
Auf seinen Konzertreisen trat er in mehr als 40 Ländern auf, darunter in Großbritannien, Frankreich, Italien, Spanien, Österreich, Deutschland, Holland, Belgien, Schweden, Dänemark, Tschechien, Ungarn, der Slowakei, Kroatien, Bulgarien, Rumänien, der Ukraine, Korea, Irak, USA, Kanada.
Błażej hatte Auftritte in vielen berühmten Konzertsälen, darunter in
- London: In der Wigmore Hall, im Barbican Centre, im St. John’s, Smith Square, St Martin-in-the-Fields und im Purcell Room.
- Prag: In der Villa Bertram.
- Los Angeles: Im Bing Theatre.
- New York: In der Carnegie Hall und im Lincoln Center.
- Paris: Im Salle Gaveau.
- Leipzig: Im Gewandhaus.

Błażej trat bei internationalen Festivals auf, darunter das Koday Festival in Kecskemét, die Chopin Festivals in Antonin, Miami, New York, das Mozart Festival und das Museums-Musik Festival in Warschau, das Musik Festival in Middlesbrough, das internationale Festival in Douai, das Łańcut Musik Festival, das Musik Festival in Lemberg in der Ukraine und mehrere kroatische Musik-Festivals.
Błażej spielt unter anderen Stücke von Wolfgang Amadeus Mozart, Frédéric Chopin, Carl Czerny, Felix Mendelssohn Bartholdy, Isaac Albéniz, Ignaz Moscheles, Conradin Kreutzer, Claude Debussy, Gabriel Fauré, Francis Poulenc, Jacques Ibert, George Enescu, Pál Járdányi, Ignacy Feliks Dobrzyński, Tadeusz Szeligowski, Alexandre Tansman, Andrzej Panufnik und Witold Lutosławski.
Von 1991 bis 1995 war Błażej Direktor des Internationalen Musikfestivals in Sandomierz.
Zusammen mit Teresa Kaban ist er Gründer, künstlerischer und organisatorischer Leiter des internationalen Festivals wiederentdeckter Musik in Tarnów.
Błażej hatte viele Engagements für das polnische Radio und Fernsehen, für Rundfunksender Italiens, Deutschlands, Englands, Amerikas, Koreas, Kroatiens, der Slowakei und Tschechiens, für den BBC in London und für Radio Classic KKGO in Los Angeles.
Błażej hält Vorlesungen und gibt Meisterklassen an vielen polnischen und slowakischen Musikschulen und an Universitäten in Kalifornien, Reykjavík und auf Sizilien.
Błażej tritt oft zusammen mit Teresa Kaban am Klavier oder zusätzlich mit dem österreichischen Cellisten Wolfgang Mayer als Trio INTER-ART auf.

## Diskographie
- Teresa Kaban, Henryk Błażej: Mozart-Sonatas for Piano and Flute, Dux Records, 1970, CD, 2014
- Polish favourites
- Solo and In duo
- Cantabile and Presto
- Taste of Poland
- F. Mendelssohn - (double) Concerto In  d-moll
- Souvenir from France[3]